# Лучно (Горянский сельсовет)
Лучно (бел. Лу́чна) — деревня в Полоцком районе Витебской области Белоруссии. В составе Горянского сельсовета.
Вблизи расположена Полоцкая ГЭС.

## География
Ближайшие населённые пункты Сосница, Пирутино.

### Гидрография
Река Западная Двина.

## История
В 1906 году в Туровлянской волости Полоцкого уезда Витебской губернии.

## Население

### Численность
- 2009 год — 50 человек

### Динамика
- 2009 год — 50 человек (перепись населения)[2]

## Улицы
- Придвинская
- Садовая

## Достопримечательность
- Водонапорная башня
- Вблизи Полоцкая ГЭС